# مارجريت مكارثي (أكاديمية)
مارجريت م. «بيج» مكارثي (مواليد 21 أغسطس 1958)  هي عالمة أعصاب وصيدلانية أمريكية. وحاصلة علي أستاذية جيمس وكارولين فرينكيل في كلية الطب بجامعة ميريلاند ، حيث تعمل أيضًا أستاذة ورئيسة قسم علم الأدوية. وهي معروفة بأبحاثها حول علم الأعصاب للاختلافات بين الجنسين والآليات الكامنة وراءها. في عام 2019، حصلت على جائزة Gill Transformative Investigator من مركز Gill للعلوم الجزيئية الحيوية في جامعة إنديانا.

## التعليم
حصلت مكارثي على بكالوريوس العلوم وماجستير الآداب في علم الأحياء من جامعة ميسوري في عامي 1981 و 1984. ثم التحقت بجامعة روتجرز حيث حصلت على الدكتوراه . في علم الأعصاب السلوكي عام 1989. بعد حصولها على الدكتوراه، أكملت زمالة ما بعد الدكتوراه مع جامعة روكفلر، حيث درست علم الأعصاب . أكملت الزمالة في المعاهد الوطنية للصحة في علم الوراثة العصبية في عام 1993.

## الجوائز والتكريمات
- باحث العام، جامعة ماريلاند بالتيمور (2016) [10]
- عضو المجلس الاستشاري، eNeuro ، (2015 - حتى الآن)

## الروابط خارجية
- صفحة الكلية